# Riba de Cima
 (avril 2025).
Riba de Cima est un hameau situé dans la municipalité de Penacova, dans le district de Coimbra, au centre du Portugal. Ce petit village est niché au coeur de collines boisées à proximité de la Serra da Atalhada et du hameau de Ferradosa.

## Géographie
Riba de Cima est situé dans une zone vallonée et boisée, entre forêts et terres agricoles. Le hameau est situé à environ 3,5km au sud-est du centre de Penacova.
Les coordonnées géographiques de Riba de Cima sont : 
- Latitude : 40.263957
- Longitude : -8.276844
La région bénéficie d'un climat méditerranéen tempéré, avec des étés secs et des hivers doux .

## Histoire
Bien que de taille modeste, Riba de Cima est un hameau ancien, dont l'origine remonterait à plusieurs siècles, comme en témoigne l'architecture traditionnelle encore visible dans certaines maisons.

## Patrimoine
Le hameau abrite une petite chapelle, la Capela de Riba de Cima, qui reste un lieu de rassemblement lors des fêtes religieuses locales.

## Vie locale
Aujourd'hui, Riba de Cima compte une population réduite, composée principalement de personnes âgées et de quelques familles restées sur place ou revenues après avoir vécu en ville. Plusieurs maisons sont également utilisées comme résidences secondaires par des descendants.